# 岡部長修

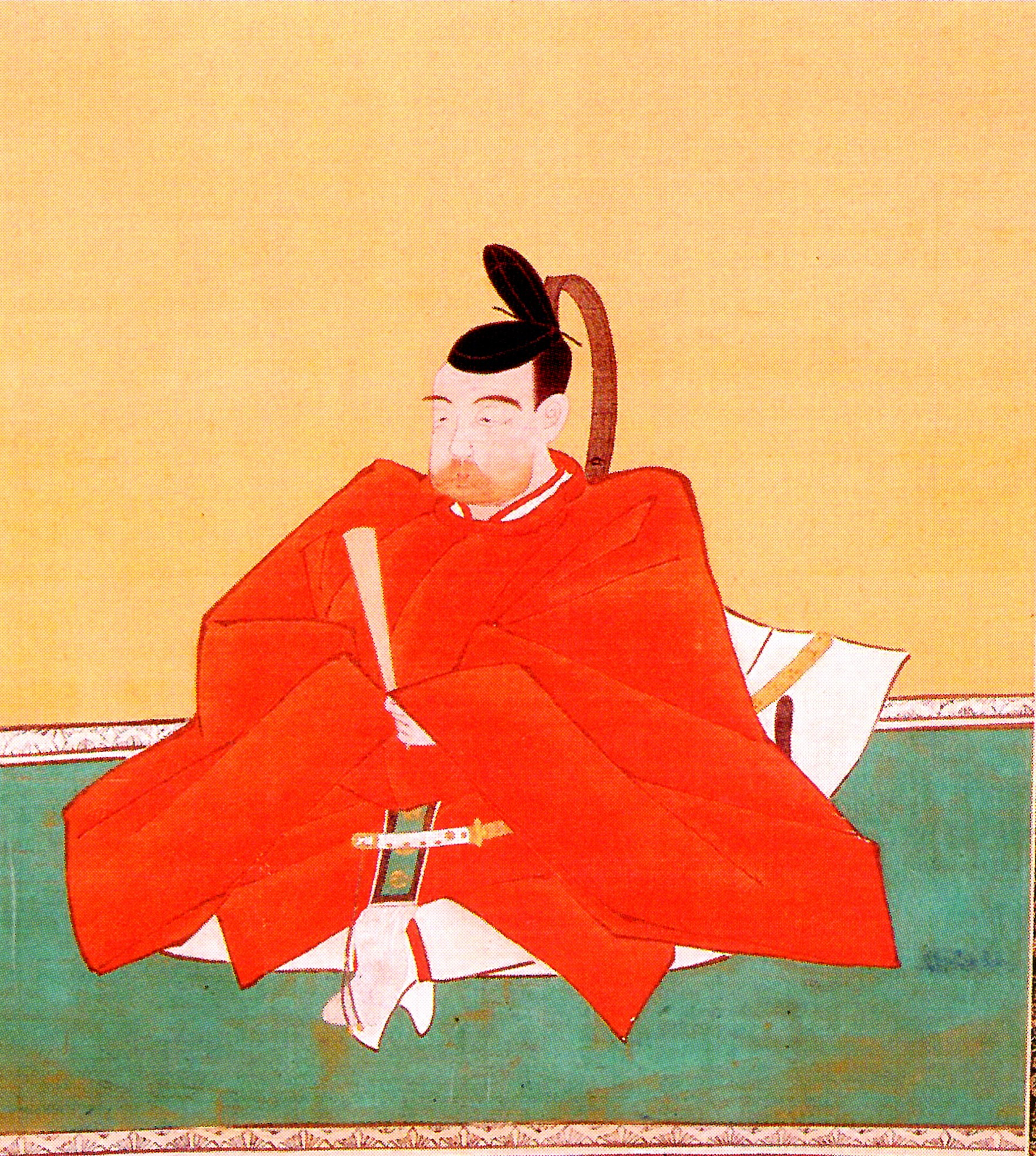
岡部長修肖像（泉光寺所蔵）

岡部 長修（おかべ ながなお、延享3年3月29日（1746年5月19日） - 寛政7年11月25日（1796年1月4日））は、和泉岸和田藩の第7代藩主。岸和田藩岡部家8代。
第5代藩主・岡部長著の四男。子は岡部長備（長男）、岡部長祥（次男）。官位は従五位下。美濃守。駿河守。
岸和田で生まれる。幼名は鍋吉。兄で先代藩主の長住の実子のほとんどが早世したため、明和8年（1771年）11月28日に兄の養嗣子となり、明和9年（1772年）4月23日の長住の隠居により跡を継いだ。同年8月、村方に3か条触書を発布し、改元後の同年、安永元年12月に24か条の触書を発布し、後年岸和田藩の農政の模範とされた。兄と同じく病弱だったことから、安永5年（1776年）8月18日に長男の長備に家督を譲って隠居した。
寛政7年（1795年）11月25日、50歳で岸和田にて死去した。墓所は大阪府岸和田市の泉光寺。